# Liczby całkowite

Oś liczbowa ukazująca niektóre liczby całkowite

Standardowy symbol zbioru liczb całkowitych: ℤ

Liczby całkowite – zbiór obejmujący:
- liczby naturalne z zerem {\displaystyle \mathbb {N} =\{0,1,2,3,\dots \}};
- liczby przeciwne do nich: {\displaystyle \{0,-1,-2,-3,\dots \}}[1].

Jest to uogólnienie liczb naturalnych umożliwiające odjęcie każdej liczby od innej.
Zbiór liczb całkowitych oznacza się symbolem {\displaystyle \mathbb {Z} }, od niemieckiego Zahl – liczba. W Polsce Ministerstwo Edukacji Narodowej zaleciło używanie tego oznaczenia, choć w większości szkół podstawowych i średnich stosowano symbol {\displaystyle \mathbf {C} } – inicjał nazwy polskiej.
Uogólnieniem liczb całkowitych są liczby wymierne.

## Definicja formalna
Zbiór liczb całkowitych można zdefiniować jako zbiór klas abstrakcji zbioru {\displaystyle \mathbb {N} _{0}\times \mathbb {N} _{0}} relacji równoważności
{\displaystyle (a,b)\sim (c,d)\iff a+d=b+c.}
Intuicyjnie {\displaystyle (a,b)} reprezentuje różnicę {\displaystyle a-b.}
Niech {\displaystyle [(a,b)]} oznacza klasę abstrakcji, której reprezentantem jest {\displaystyle (a,b).} Wówczas dodawanie i mnożenie w zbiorze {\displaystyle \mathbb {N} _{0}\times \mathbb {N} _{0}/\sim } definiuje się jako:
{\displaystyle [(a,b)]+[(c,d)]=[(a+c,b+d)],}
{\displaystyle [(a,b)]\cdot [(c,d)]=[(ac+bd,ad+bc)].}
Liczby {\displaystyle [(a,b)],} dla których {\displaystyle a>b} nazywamy liczbami całkowitymi dodatnimi;

liczby {\displaystyle [(a,b)],} dla których {\displaystyle a<b} nazywamy liczbami całkowitymi ujemnymi.

## Własności

### Algebraiczne
W algebrze abstrakcyjnej mówi się, że liczby całkowite tworzą pierścień całkowity, tj. pierścień:
- przemienny;
- z jedynką;
- bez dzielników zera[potrzebny przypis].

Zerem tego pierścienia jest {\displaystyle [(0,0)],} elementem przeciwnym do {\displaystyle [(a,b)]} jest element {\displaystyle [(b,a)].} Jedynką jest {\displaystyle [(1,0)].}
Podzbiór elementów postaci {\displaystyle [(a,0)]} jest izomorficzny z {\displaystyle \mathbb {N} _{0}.}
Ponieważ {\displaystyle [(a,b)]=[(a,0)]+[(0,b)]} oraz {\displaystyle [(0,b)]} elementem przeciwnym do {\displaystyle [(b,0)],} więc
{\displaystyle [(a,b)]=[(a,0)]-[(b,0)].}
Ostatnia zależność potwierdza wyżej wspomnianą intuicję.

### Liczność
Zbiór liczb całkowitych {\displaystyle \mathbb {Z} } jest równoliczny ze zbiorem liczb naturalnych {\displaystyle \mathbb {N} ,} gdyż istnieje funkcja wzajemnie jednoznaczna {\displaystyle f:\mathbb {Z} \to \mathbb {N} } przypisująca każdej liczbie całkowitej dokładnie jedną liczbę naturalną. Np.:
{\displaystyle f(x)={\begin{cases}2x,&{\text{gdy }}x>0\\-2x+1,&{\text{gdy }}x\leqslant 0\end{cases}}.}